# Câmara de Comércio de Hamburgo

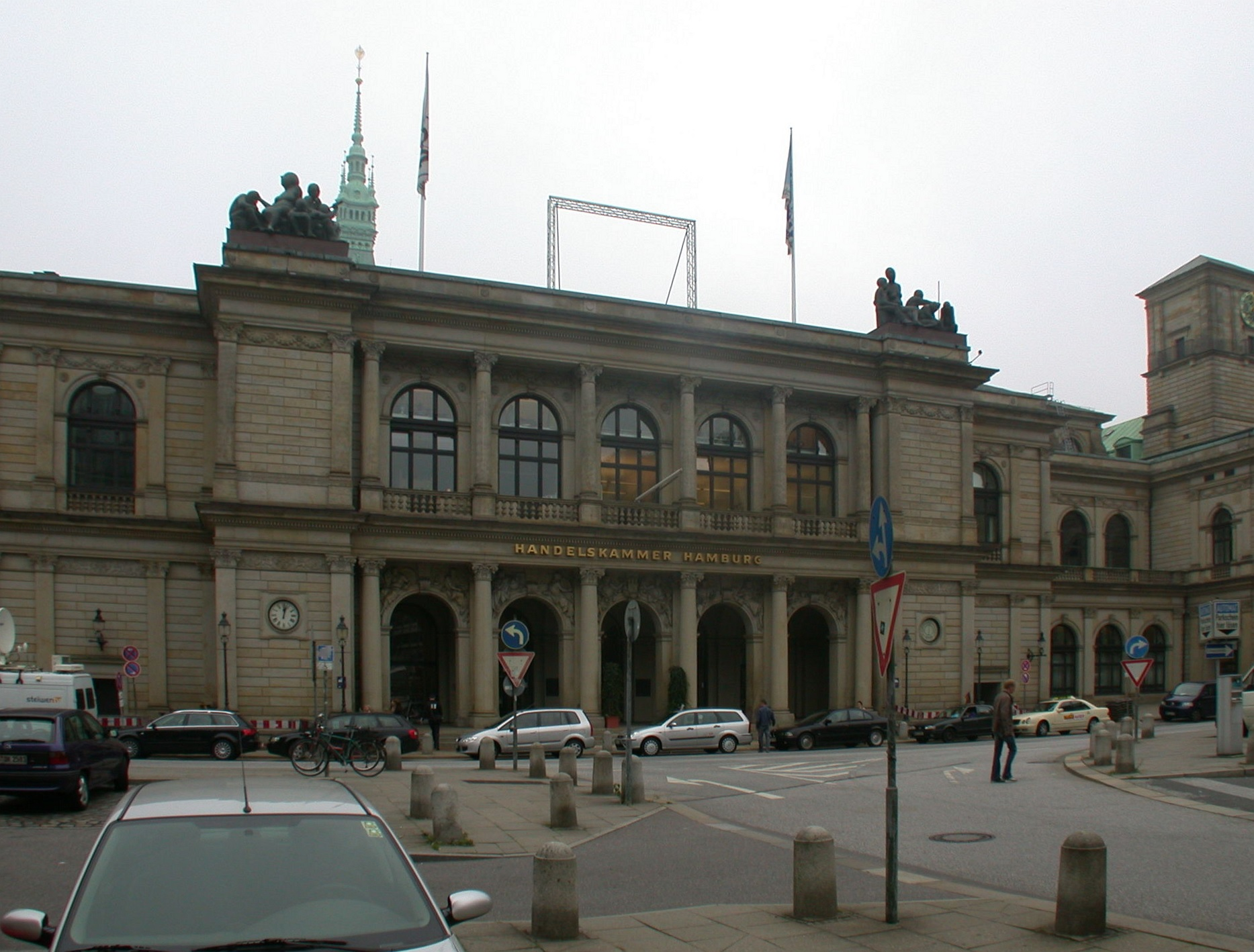
O edifício principal da câmara (2006)

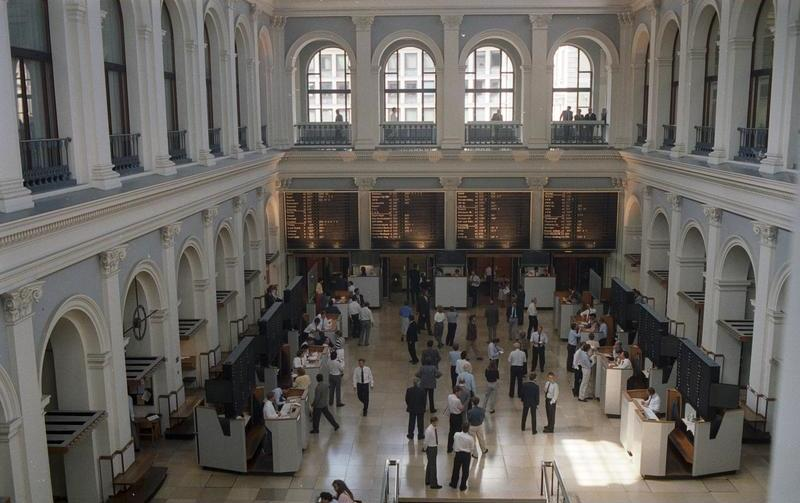
Piso da Bolsa de Hamburgo (Börse), dentro da Câmara de Comércio.

A Câmara de Comércio de Hamburgo (Handelskammer Hamburg), originalmente denominada Delegação Comercial (Commerz-Delegação), é a câmara de comércio da cidade de Hamburgo e foi fundada em 1665. Hamburgo é há séculos um centro comercial do norte da Europa, e a Câmara de Comércio de Hamburgo atualmente tem 160.000 empresas como membros. Tradicionalmente, era um dos três principais órgãos políticos de Hamburgo.

## Função
A câmara tem várias responsabilidades oficiais. A Bolsa de Hamburgo (fundada em 1558) é de propriedade e subordinada à Câmara de Comércio de Hamburgo. A câmara tem seus escritórios no antigo prédio da bolsa de valores.
A Delegação Comercial, fundada em 1665, era composta originalmente por sete membros, eleitos entre os "comerciantes honrados" da cidade. Cada membro tornou-se Presidente da Delegação Comercial durante seu último ano no cargo. A Delegação Comercial foi oficialmente reconhecida pelo conselho de Hamburgo (senado) em 1674 como a representação dos comerciantes da cidade. A partir de 1710, todos os sete membros da Delegação Comercial também foram membros ex officio da Erbgesessene Bürgerschaft (o Parlamento de Hamburgo). A Delegação Comercial foi, juntamente com o conselho/senado e Bürgerschaft, um dos mais importantes órgãos políticos de Hamburgo.
Em 1735, a Commerzbibliothek (Biblioteca do Comércio) foi fundada e é a biblioteca mais antiga do gênero. Em 1867, a Delegação Comercial foi transformada na Câmara de Comércio de Hamburgo.
Desde 2004, a Câmara de Comércio organiza a Cúpula semestral de Hamburg Summit: China meets Europe.

## Presidentes da Delegação Comercial de Hamburgo e da Câmara de Comércio desde 1665

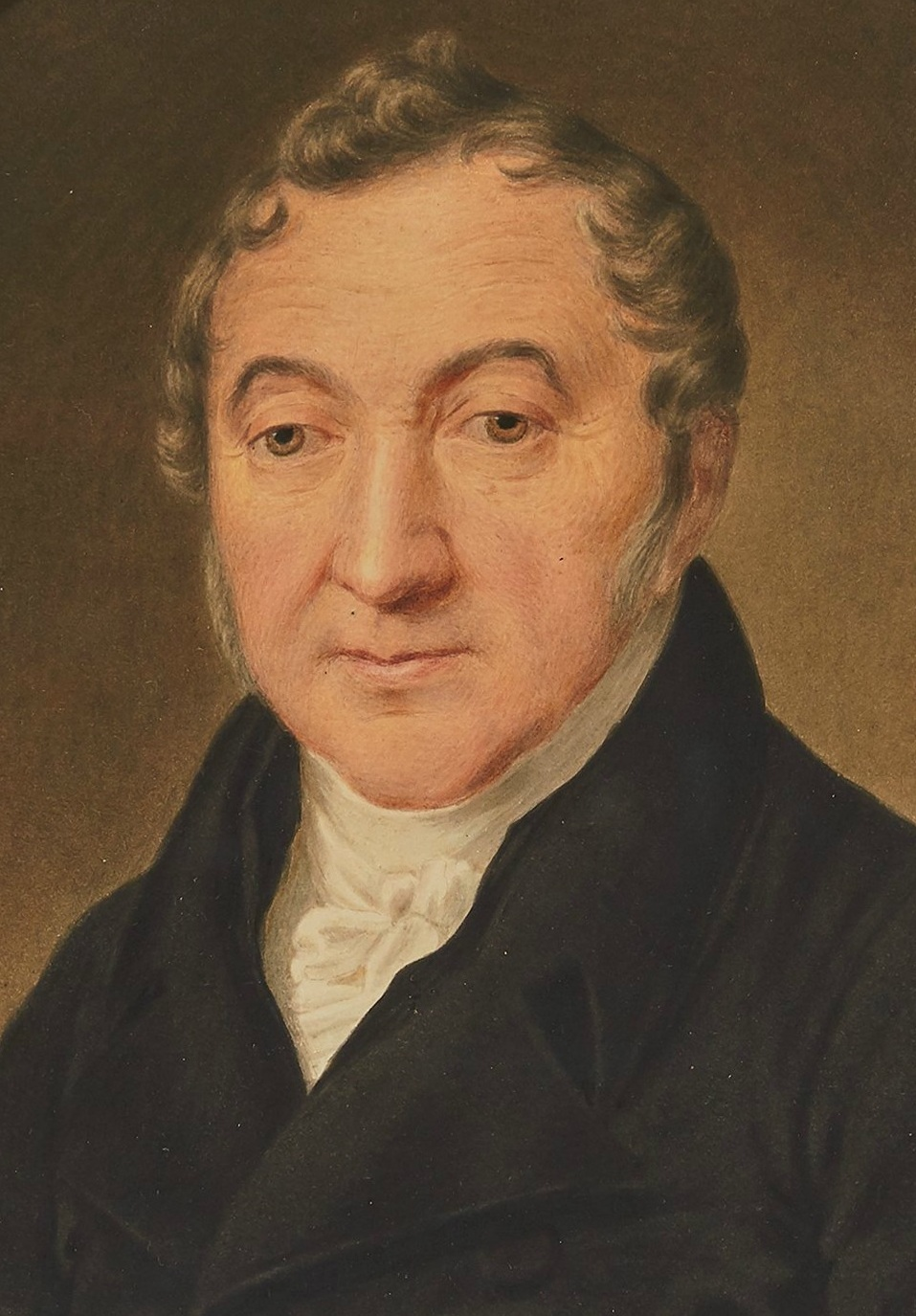
Ludwig Erdwin Seyler, um político influente em Hamburgo durante as Guerras Napoleônicas que serviu como membro da Delegação Comercial de 1813 e como Presidente entre 1817 e 1818

| - Michael Heusch (Janeiro de 1665-Fevereiro de 1667) - Daniel Le Conte (Fevereiro de 1667–Março de 1668) - Hinrich Busch (Março de 1668–Fevereiro de 1669) - Johan Gull (Guhl, Guhle) (Fevereiro de 1669–Novembro de 1671) - Frans von Bremen (Novembro de 1671–Abril de 1674) - Frans Schloyer (Abril de 1674–Agosto de 1675) - Barthold Jencquel (Agosto de 1675–Setembro de 1676) - Johan Jacob von Huebner (Setembro de 1676–Fevereiro de 1678) - Frans de la Camp (Fevereiro de 1678–Março de 1678) - Hinrich Witte (Março de 1678–Abril de 1679) - Simon Fock (Abril de 1679–Março de 1681) - Johan Cordes (Março de 1681–Dezembro de 1683) - Jochim Jarchau (Janeiro de 1684–Abril de 1686) - Hinrich de Dobbeler (Setembro de 1686–Maio de 1687) - Peter Burmester (Maio de 1687–Maio de 1689) - Hinrich Kronenburg (Maio de 1689–Maio de 1690 ) - Herman Harbart (Maio de 1690–Maio de 1691) - Herman Krochman (Maio de 1691–Maio de 1692) - Adrian Boon (Maio de 1692–Maio de 1693) - Paul (Rudolfs) Amsinck (Maio de 1693–Maio de 1694) - Walter Beckhoff (Maio de 1694–Julho de 1695) - Hinrich von Som (Sum) (Julho de 1695–Maio de 1696 ) - Jacob Brommer (Maio de 1696–Setembro de 1696) - Johan Schulte (Outubro de 1696–Maio de 1697) - Thomas Dreyer (Maio de 1697–Maio de 1699) - Hermann Luis (Maio de 1699–Setembro de 1700) - Hans Hinrich von Dort (Setembro de 1700–Março de 1702) - Jacob Greve (Março de 1702–Agosto de 1703) - Johan Wischoff (Agosto de 1703–Junho de 1704) - Michael Wilckens (Junho de 1704–Junho de 1705) - Joris Tamm (Junho de 1705–Junho de 1706) - David Geismer (Junho de 1706–Junho de 1707) - Hinrich Peter Kentzler (Junho de 1707–Junho de 1708) - Adam Hübener (Junho de 1708–Junho de 1709) - Joachim Boetefeur (Junho de 1709–Julho de 1710) - Jürgen Greve (Julho de 1710–Outubro de 1711) - Matthias Schmid (Outubro de 1711–Julho de 1712) - Gerd Sops (Julho de 1712–Março de 1713) - Jacob Vockmann (Março de 1713–Abril de 1714) - Joh. Adrian Boon (Abril de 1714–Março de 1715) - Georg Jencquel (Março de 1715–Maio de 1716) - Frans Mente (Maio de 1716–Junho de 1717) - Gerd Burmester (Junho de 1717–Junho de 1718) - Johan Caspar Weber (Junho de 1718–Junho de 1719) - Lorenz Thiele (Junho de 1719–Junho de 1720) - Hinrich Thorlade (Junho de 1720–Junho de 1721) - Jacob Martens (Junho de 1721–Agosto de 1722) - Johann Berenberg (Agosto de 1722–Setembro de 1723) - David Doormann (Setembro de 1723–Outubro de 1724) - Philipp Boon (Outubro de 1724–Dezembro de 1725) - Hinrich Jencquel (Dezembro de 1725–Setembro de 1726) - Albert Schulte (Setembro de 1726–Junho de 1727) - Andreas Beckhoff (Junho de 1727–Setembro de 1728) - Rudolf Bereberg (Outubro de 1728–Dezembro de 1729) - Raetje Richters (Dezembro de 1729–Dezembro de 1730) - Otto Hinrich (Dezembro de 1730–Janeiro de 1732) - Nicolaus Jante (Janeiro de 1732–Março de 1733) - Johann Glöde (Março de 1733–Abril de 1734) - Rodrigo Voss (Abril de 1734–Março de 1735) - Peter Voigt (Março de 1735–Fevereiro de 1736) - Johan Ludewig Hübener (Fevereiro de 1736–Junho de 1737) - Johan Diederich Beckhoff (Junho de 1737–Maio de 1738) - Peter Greve (Maio de 1738–Setembro de 1738) - Johan Diederich Cordes (Setembro de 1738–Agosto de 1739) - Bartold Schlebusch (Agosto de 1739–Julho de 1740) - Christian Hollmer (Julho de 1740–Agosto de 1741) - Hieronymus Burmester (Agosto de 1741–Abril de 1742) - Paul Paulsen (Abril de 1742–Abril de 1743) - Rudolph Kentzler (Abril de 1743–Maio de 1744) - Johann Arnold Ellermann (Maio de 1744–Maio de 1745) - Rudolph Michael Ridel (Maio de 1745–Março de 1746) - Samuel Diederich Mutzenbecher (Março de 1746–Abril de 1747) - Cornelius Jacob Berenberg (Abril de 1747–Agosto de 1748) - David Friedrich Klug (Agosto de 1748–Julho de 1749) - Simon Tamm (Julho de 1749–Maio de 1750) - Johann Hinrich Martens (Maio de 1750–Setembro de 1751) - Paridom Colldorf (Setembro de 1751–Junho de 1752) - Johann Georg Poppe (Junho de 1752–Novembro de 1753) - Johann Paul Dimpfel (Novembro de 1753–Dezembro de 1754) - Heinrich Hancker (Dezembro de 1754–Novembro de 1755) - Caspar Voght (Novembro de 1755–Novembro de 1756) - Hieronymus Matthiessen (Novembro de 1756–Outubro de 1757) - Jacob Jencquel (Outubro de 1757–Abril de 1758) - Frantz Nicolaus Lütjens (Abril de 1758–Maio de 1759) - Jürgen Schultz (Maio de 1759–Maio de 1760) - Paul Berenberg (Maio de 1760–Junho de 1761) - Gotthelf Bagge (Junho de 1761–Janeiro de 1763) - Johann Hinrich Dimpfel (Janeiro de 1763–Janeiro de 1764) - Hinrich Christoph Lienau (Janeiro de 1764–Fevereiro de 1765) - Andreas Schütt (Fevereiro de 1765–Fevereiro de 1766) - Frans Poppe (Fevereiro de 1766–Fevereiro de 1767) - Johann Gottlieb Gerhard (Fevereiro de 1767–Março de 1768) - Johann Conrad Klinck (Abril de 1768–Março de 1769) - Johann Friederich Tonnies (Março de 1769–Abril de 1770) - Johannes Schuback (Maio de 1770–Maio de 1771) - Nicolaus Anton Johann Kirchhoff (Maio de 1771–Julho de 1772) - Paridom Daniel Kern (Julho de 1772–Julho de 1773) - Georg Heinrich Eimbcke (Julho de 1773–Junho de 1774) - Johann Jacob Böhl (Julho de 1774–Março de 1775) - Hinrich Petersen (Março de 1775–Março de 1776) - Johann Siegmund Westphalen (Março de 1776–Março de 1777) - Jürgen von Spreckelsen (Março de 1777–Abril de 1778) - Friedrich Justus (Abril de 1778–Março de 1779) - Johann Ludewig Wibel (Março de 1779–Abril de 1780) - Johann Bernhard Paschen (Maio de 1780–Setembro de 1781) - Johann Gerhard Greve (Setembro de 1781–Setembro de 1782) - Franz Lorenz Gries (Setembro de 1782–Agosto de 1783) - Martin Hieronymus Ohmann (Agosto de 1783–Agosto de 1784) - Johann Daniel Klefeker (Agosto de 1784–Julho de 1785) - Christian Matthias Schröder (Julho de 1785–Julho de 1786) - Frans Klefeker (Julho de 1786–Agosto de 1787) - Johann Gabe (Agosto de 1787–Fevereiro de 1789) - Johann Ludewig Barthold Heise (Fevereiro de 1789–Março de 1790) - Hinrich Claus Sonntag (Abril de 1790–Fevereiro de 1791) - Georg Heinrich Sieveking (Fevereiro de 1791–Março de 1792) - Johann Daniel Koch (Março de 1792–Abril de 1793) - Johann Diederich Luis (Abril de 1793–Março de 1794) | - Johann Valentin Meyer (Março de 1794–Julho de 1795) - Heinrich Wilhelm Christian Eimbcke (Julho de 1795–Maio de 1796) - Johann Hinrich Rücker (Maio de 1796–Março de 1797) - David Hinrich Rowohl (Março de 1797–Abril de 1798) - Martin Johann Jenisch (Abril de 1798–Abril de 1798) - Luer Anthon Prösch (Abril de 1798–Março de 1799) - Johann Friederich Mohn (Abril de 1799–Abril de 1800) - Johann Ernst Friedrich Westphalen (Abril de 1800–Julho de 1801) - Carl Wilhelm Pistorius (Julho de 1801–Maio de 1802) - Jacob Hinrich Jencquel (Junho de 1802–Junho de 1803) - Georg Wortmann (Julho de 1803–Março de 1805) - Nicolaus Bernhard Eybe (Abril de 1805–Março de 1806) - Hans Peter Moenck (Abril de 1806–Maio de 1807) - Johann Conrad Sievert (Junho de 1807–Abril de 1808) - Carsten Wilhelm Soltau (Maio de 1808–Abril de 1809) - Lüer Nicolaus Lütkens (Maio de 1809–Maio de 1810) - Hieronymus Sillem (Maio de 1810–Junho de 1811) - Johann Georg Hasche (Junho de 1811–Abril de 1812) - Martin Garlieb Sillem (Março de 1813–Agosto de 1814) - Frans Detlof Bieber (Setembro de 1814–Abril de 1816) - Jacob Albers (Abril de 1816–Abril de 1817) - Ludwig Erdwin Seyler (Maio de 1817–Julho de 1818) - Richard Parish (Setembro de 1818–Junho de 1819) - Henrich Droop (Julho de 1819–Junho de 1820) - Peter Keetman (n) (Julho de 1820–Setembro de 1821) - Siegfried Reinhard Baumeister (Setembro de 1821–Maio de 1822) - Martin Joseph Haller (Maio de 1822–Maio de 1823) - Anton Diederich Schröder (Junho de 1823–Maio de 1824) - Christian Jacob Johns (Junho de 1824–Maio de 1825) - Johan Andreas Prell (Junho de 1825–Maio de 1826) - Franz Matthias Mutzenbecher (Junho de 1826–Maio de 1827) - Johann Diederich Stoppel (Junho de 1827–Maio de 1828) - Nicolaus Bernhard Eybe (Junho de 1828–Maio de 1829) - Johann Christian Hinsch (Junho de 1829–Maio de 1830) - Jacob Heinrich de Chapeaurouge (Junho de 1830–Junho de 1831) - Peter Godeffroy (Junho de 1831–Junho de 1832) - Georg Heinrich Kaemmerer (Junho de 1832–Junho de 1833) - Ascan Wilhelm Lutteroth-Legat (Junho de 1833–Junho de 1834) - Johann Siemsen (Junho de 1834–Maio de 1835) - Gottfried Geffcken (Maio de 1835–Junho de 1836) - Carl Wilhelm Schröder (Junho de 1836–Junho de 1837) - Johann Georg Maack (Maio de 1837–Maio de 1838) - Ernst Heinrich Jacob Michahelles (Maio de 1838–Maio de 1839) - Johann Heinrich Carl Höber (Junho de 1839–Junho de 1840) - Georg Friedrich Vorwerk (Junho de 1840–Junho de 1841) - Georg Hinrich Büsch (Junho de 1840 –Dezembro de 1841) - Octavio Rudolph Schröder (Janeiro de 1842–Dezembro de 1842) - Adolph Eduard Vidal (Janeiro de 1843–Dezembro de 1843) - Heinrich Geffcken (Janeiro de 1844–Dezembro de 1844) - Johan Cesar Godeffroy (Janeiro de 1845–Dezembro de 1845) - Theodor Dill (Janeiro de 1846–Dezembro de 1846) - Justus Carl Wilhelm Ruperti (Janeiro de 1847–Dezembro de 1847) - Adolph Jacob Hertz (Janeiro de 1848–Dezembro de 1848) - Wilhelm Theodor Schiller (Janeiro de 1849–Dezembro de 1849) - Anton Daniel Pehmöller (1850–1851) - Robert Flor (1851) - August Joseph Schön (1852) - Wilhelm Gossler (1853) - Johann Friedrich Carl Refardt, sen. (1854) - Carl Ludwig Meister (1855) - Robert Kayser (1856) - Peter Franz Biancone (1857) - Adolph Godeffroy (1858) - August Sanders (1859) - Claes Christian Crasemann (1860) - Ferdinand Jacobson (1861) - Edgar Daniel Roß (1862) - Johann Georg Trautmann (1863) - Heinrich Amsinck (1864) - Peter Anton Rodatz (1865) - Adolph Ferdinand Hertz (1866) - Johann Conrad Warnecke (1867) - Gustav Adolf Schön (1868–1869) - Carl Johannes Koyemann (1870–1871) - Johann Friedrich Thomas Stahmer (1872) - Marcus Wolf Hinrichsen (1873) - Carl Wilhelm Ludwig Jacob (1874) - Alexander August Borgnis (1875) - Heinrich August Müller (1876) - Johan Cesar Godeffroy (1877) - Daniel Roß (1878) - Ernst Gossler (1879) - Arthur Lutteroth (1879 –1882) - Johann Friedrich Carl Refardt, Juni (1883 –1884) - Adolph Woermann (1884 –1885) - Robert Eduard Julius Mestern (1885–1888) - Siegmund Hinrichsen (1889–1891) - Gustav August Rudolph Crasemann (1891–1895) - Carl Ferdinand Laeisz (1895–1898) - Adolph Woermann (1899–1903) - Heinrich Alfred Michahelles (1903–1907) - Max von Schinckel (1907–1910) - Heinrich Edmund Bohlen (1911–1914) - Gustav August Rudolph Crasemann (1915–1917) - Friedrich Carl Hermann Heye (1917–1918) - Franz Heinrich Witthoefft (1919–1923) - Hermann Rudolf Münchmeyer (1923 –1927) - Anton Cornelius Hübbe (1927–1931) - Carl Ludwig Nottebohm (1931–1933) - Hermann Victor Hugo Hübbe (1933–1937) - Otto Joachim de la Camp (1937–1945) - Max Mörck (1945) - Johann Jacob Paul Wirtz (1945–1946) - Albert Schäfer (1946–1956) - Alwin Münchmeyer der Jüngere (1956–1959) - Hans Rudolph von Schröder (1960–1963) - Rolf Stödter (1964–1968) - Herbert Westerich (1969–1974) - Rudolf Schlenker (1975–1980) - Carl Heinz Illies (1981–1986) - Peter Möhrle (1987–1990) - Klaus Asche (1990–1996) - Nikolaus W. Schües (1996–2002) - Karl-Joachim Dreyer (2002–2008) - Frank Horch (2008-2011) - Fritz Horst Melsheimer (2011-2017) - Tobias Bergmann (2017-2018 - Norbert Aust (2020-presente) |